# Паул Нипков
Паул Нипков (на немски: Paul Julius Gottlieb Nipkow; 22 август 1860, Лемборк, Германия; 24 август 1940, Берлин) е германски изобретател и техник от славянски произход.
Изобретател на диск, получил названието „Диск на Нипков“, послужил за основа при създаването на механичната телевизия през 1920-те години.

## Биография

### Ранни години
Още като ученик във Вейхерово, Западна Прусия Нипков експериментира с телефони и светлинни картинки. След завършване на училище заминава за Берлин, за да продължи своето образование. Учи физична оптика при Херман фон Хелмхолц, а по-късно – и електрофизика при Адолф Слаби.

## Диск на Нипков
Още преди да стане студент, Паул изобретява механичен диск, който е първообраз на съвременната телевизия. Към идеята за изработване на перфориран диск, чийто отвори са разположени в спирала, които да разделят изображението на отделни елементи спирално, снимката да бъде мозаично раздробена на точки и редове, той идва през 1883 г. след опити с обикновена маслена лампа.
Още през 1840 г. дефрегментирането и предаването на точки и тирета по телеграф е реализирано от шотландския физик и изобретател Александър Бейн (на английски език: Alexander Bain), като Нипков значително подобрява и опростява процеса и декодирането на изображението.
Нипков подава заявление за патент на електрически телескоп за възпроизвеждане на светещи обекти в имперското патентно бюро в Берлин, а на 15 януари 1885 г. заявката е удовлетворена. Не е известно дали Нипков се е опитал да създаде устройство, което да използва такъв диск. Патентът е отнет след 15-а година поради „липса на интерес към изобретението“. Нипков получава длъжност на конструктор в техническия институт в Берлин и повече не се интересува от предаването на изображения.

### ПредавателPaul Nipkow
Лидерите на Третия райх разработват идеята, че телевизията е германско изобретение, с пропагандни цели. Именно по тази причина първата обществена телевизионна станция, създадена през 1935 г., е наречена в чест на Нипков (Fernsehsender Paul Nipkow). Самият Нипков става почетен президент на „Телевизионния съвет“.